# Võ Thanh Khiết
Võ Thanh Khiết (bí danh: Tư Khiết, sinh ngày 10 tháng 11 năm 1952) là một chính trị gia người Việt Nam. Ông từng là Chủ tịch Hội đồng nhân dân tỉnh An Giang, Trưởng Đoàn Đại biểu Quốc hội tỉnh An Giang.

## Xuất thân
Ông sinh ngày 10 tháng 11 năm 1952 tại xã Long Phú, thị xã Tân Châu, tỉnh An Giang trong một gia đình có truyền thống cách mạng, có nhiều người thoát ly kháng chiến. Cha ông là Võ Thái Bảo, thường được gọi là Tám Sử, có các bí danh khác là Võ Quang Sử, Võ Thái, Thái Quang, Phó Bí thư Tỉnh ủy An Giang, quyền Bí thư Tỉnh ủy An Giang vào đầu năm 1969 đến tháng 9 năm 1969, Bí thư Tỉnh ủy An Giang 12/1971 - 6/1974. Cha ông dáng người nho nhã, tính tình khiêm tốn, thương người, lối nói chuyện chậm rãi, từ tốn, tác phong dứt khoát. Cha ông sinh ngày 1 tháng 2 năm 1921 tại xã Long Phú, huyện Tân Châu, tỉnh Châu Đốc, bên dòng kênh Vĩnh An.
Cha và anh của ông đều tham gia kháng chiến. Ông là người dân tộc Kinh, không theo tôn giáo nào.

## Giáo dục
Ông có bằng Kĩ sư cơ khí và bằng Cao cấp lí luận chính trị.

## Sự nghiệp
Thuở nhỏ, ông học ở trường Tân Châu.
Tháng 8/1968, cha ông đồng ý cho ông được thoát ly hoạt động cách mạng.
Ông nhận nhiệm vụ làm văn thư ở Phòng Tham mưu Tỉnh Đội tỉnh An Giang.
Tháng 5/1969, ông được tổ chức đưa đi học cơ yếu 3 tháng rồi về làm công tác cơ yếu Tỉnh Đội An Giang cho đến hết năm 1971. Tại đây, ông được kết nạp vào Đảng Cộng sản Việt Nam vào ngày 4 tháng 3 năm 1972.
Tháng 1/1972, ông được Tỉnh ủy An Giang đưa ra Hà Nội học tập cùng con em các lãnh đạo cho đến sau ngày chế độ Sài Gòn sụp đổ.
Từ tháng 10/1975 đến tháng 8/1980, ông học trường Đại học Bách Khoa thành phố Hồ Chí Minh.
Ra trường, ông theo học khóa sĩ quan dự bị 4 tháng tại Quân khu 7, Quân đội nhân dân Việt Nam.
Từ tháng 1/1981 đến tháng 10/1982, ông là cán bộ nghiên cứu Khối công nghiệp của Văn phòng Ủy ban nhân dân tỉnh An Giang.
Từ tháng 11/1982 đến tháng 12/1991, ông công tác tại Xí nghiệp Cơ khí tỉnh với các nhiệm vụ Trưởng phòng Kỹ thuật - Kế hoạch, Phó Giám đốc và giữ chức vụ Giám đốc từ năm 1987.
Tại Đại hội Đảng bộ tỉnh An Giang lần thứ 4, ông được bầu vào Tỉnh ủy (Tỉnh ủy viên dự khuyết) lúc còn trẻ (34 tuổi).
Ông đã tham gia Tỉnh ủy An Giang liên tục 5 nhiệm kỳ, trong đó có 2 nhiệm kỳ là Thường vụ Tỉnh ủy An Giang.
Từ tháng 1/1992 đến tháng 1/1993, ông là Phó Ban Tổ chức Tỉnh ủy An Giang.
Từ tháng 2/1993 đến tháng 7/1998, ông là Giám đốc Sở Xây dựng tỉnh An Giang.
Từ tháng 8/1998 đến tháng 1/2001, ông là Bí thư Thành ủy Long Xuyên.
Từ tháng 2/2001 đến tháng 12/2009, ông là Trưởng Ban Tổ chức Tỉnh ủy, Phó Bí thư Tỉnh ủy kiêm Chủ tịch Hội đồng nhân dân tỉnh và Trưởng Đoàn Đại biểu Quốc hội tỉnh An Giang.
Từ tháng 12/2009 đến tháng 10/2010, ông được bầu làm Bí thư Tỉnh ủy An Giang thay ông Nguyễn Hoàng Việt nhận nhiệm vụ Phó Ban Tổ chức Trung ương Đảng Cộng sản Việt Nam.